# Ilir Gjoni

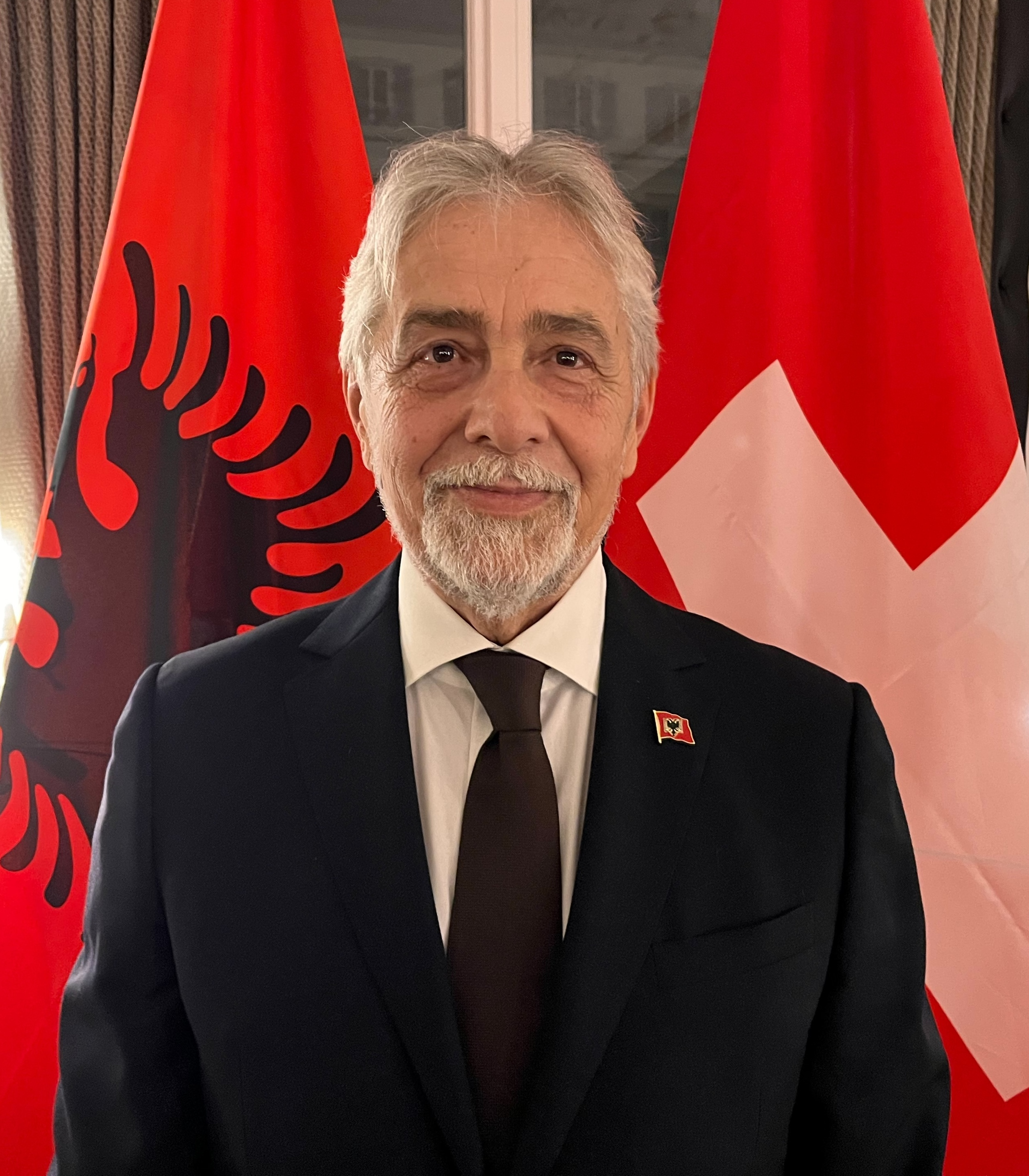
Ilir Gjoni im Jahr 2022 in Zürich (Unterschrift)

Ilir Gjoni (* 20. April 1962 in Tirana) ist ein albanischer ehemaliger Politiker und Diplomat.

## Biographie

### Jugend, Ausbildung und Diplomatie
Ilir Gjoni wurde als Sohn von Xhelil Gjoni geboren, einem Funktionär in der Partei der Arbeit Albaniens, der in der Propaganda sowie in der Lokalverwaltung in Kruja und Dibra tätig war und gegen Ende der Volksrepublik Albanien und dem Zusammenbruch des Kommunismus im Juli 1990 zum Mitglied des Politbüros der PPSh wurde. Ilir schloss sein Studium an der Universität Tirana im Fach Englisch 1985 ab. In den Jahren 1991/1992 studierte er an der Universität Malta (Mediterranean Academy of Diplomatic Studies) Diplomatie mit Master-Abschluss. Einen weiteren Master erlangte er 2002 bis 2004 an der Naval Postgraduate School in Monterey (Kalifornien) im Fach „National Security Affairs“.
Von 1985 bis 1994 arbeitete Ilir Gjoni im Außenministerium Albaniens. Zudem war er für die Zeitung Koha Jonë tätig und von 1997 bis 1999 – mitunter während der Flüchtlingskrise des Kosovokriegs – im lokalen Büro in Albanien des UNHCR.

### Politik
Im Oktober 1999 wurde er Kabinettschef in der neuen Regierung von Ilir Meta. Ab 7. Juli 2000 war er Verteidigungsminister als Nachfolger von Luan Hajdaraga. In dieser Funktion unterzeichnete er unter anderem ein Abkommen mit den USA, Deutschland und Norwegen, in dem sich Albanien verpflichtete, mit Unterstützung dieser Länder 130.000 Pistolen, Gewehre und andere kleinere Waffen zu zerstören, die nach dem Lotterieaufstand von 1997 eingesammelt worden waren.
Am 8. November 2000 wurde Gjoni zum Innenminister Albaniens (Ministri i Rendit Publik, „Minister für öffentliche Ordnung“) ernannt als Nachfolger von Spartak Poçi im Rahmen einer größeren Regierungsumbildung. Er behielt diese Funktion auch nach den Parlamentswahlen vom Sommer 2001, bei der Ilir Meta bestätigt wurde. Aufgrund Spannungen mit Fatos Nano, Vorsitzendem der Sozialistischen Partei (PS), kam es im Januar 2002 zum Rücktritt von Meta und seiner Regierung.
Bei den Wahlen 2001 war Ilir Gjoni auch in Peshkopia als Vertreter der Sozialistischen Partei ins albanische Parlament, den Kuvendi i Shqipërisë, gewählt worden. Dort war er in der Außenpolitischen Kommission tätig. 2005 gelang die Wiederwahl nicht – die oppositionellen Demokraten (PD) unter Sali Berisha hatten die Mehrheit gewonnen. 2009 erlitten die Sozialisten eine erneute Niederlage, Gjoni wurde aber im Qark Tirana als Vertreter der PS gewählt. Er gehörte zu dieser Zeit der Verteidigungskommission an (stellvertretender Vorsitzender) und war einer von mehreren Abgeordneten, der ein Gerichtsverfahren gegen das von der PD kontrollierte Parlament führte. 2011 wurde er Opfer von Schlägern – für die Attacke wurden politische Hintergründe vermutet.
Bei den Wahlen 2013 wurde er von der Sozialistischen Partei – respektive ihrem Vorsitzenden Edi Rama – nicht  mehr als Kandidat aufgestellt.

### Botschafter
Von 2014 bis 2023 war Ilir Gjoni albanischer Botschafter für die Schweiz und Liechtenstein mit Sitz in Bern.
Seit September 2023 ist er Botschafter Albaniens bei der NATO in Brüssel.